# Pampasängstrupial
Pampasängstrupial (Leistes defilippii) är en fågel i familjen trupialer inom ordningen tättingar.

## Utseende och läte
Pampasängstrupialen är en 21 cm lång fågel. Hanen har en färgstark fjäderdräkt med svart på ovansidan och större delen av undersidan, lysande rött på strupe, bröst och ett streck ovan tygeln samt gräddfärgat ögonbrynsstreck. Honan är mycket brynare och mer streckad, med rosenröd bukmitt och beigefärgad strupe. Långstjärtad ängstrupial har ljusa undre vingtäckare, ej svarta, längre stjärt och brunare fjäderdräkt. Sången består av korta och sträva serier med ljusa toner, medan lätet är ett dovt och raspigt "jzeet".

## Utbredning och systematik
Fågeln förekommer på pampas i östra Argentina (sällsynt i Uruguay och sydöstra Brasilien. Den behandlas som monotypisk, det vill säga att den inte delas in i några underarter.

## Status och hot
Pampasängstrupialen har en liten världspopulation bestående av uppskattningsvis endast 4 000–6 000 vuxna individer. Den tros också minska i antal till följd av habitatförlust. Den är därför upptagen på internationella naturvårdsunionen IUCN:s röda lista över hotade arter, kategoriserad som sårbar (VU).

## Namn
Fågelns vetenskapliga artnamn hedrar Filippo De Filippi (1814-1867), italiensk zoolog och samlare av specimen.